# 広島県道443号実留春田線
広島県道443号実留春田線（ひろしまけんどう443ごう さねどめしゅんだせん）は、広島県庄原市を通る一般県道である。

## 概要
庄原市実留町から庄原市春田町に至る。

### 路線データ
- 起点：庄原市実留町（広島県道61号三次庄原線交点）
- 終点：庄原市春田町（国道432号交点）
- 総延長：5.58 km

## 地理

### 通過する自治体
- 庄原市

### 交差する道路
| 交差する道路            | 交差する場所 | 交差する場所 |
| ----------------------- | ------------ | ------------ |
| 広島県道61号三次庄原線  | 実留町       | 起点         |
| 広島県道442号実留山内線 | 実留町       |              |
| 国道432号               | 春田町       | 終点         |

### 沿線
- 庄原市立峰田小学校（終点付近）